# Fahrradmuseum Barrien
Das Fahrradmuseum Barrien ist ein privat geführtes Technikmuseum im Ortsteil Barrien der Stadt Syke im niedersächsischen Landkreis Diepholz.
Unter dem Motto „Vom Hochrad bis zum Rennrad“ werden rund 70 Fahrräder aus allen Jahrzehnten der letzten 100 Jahre präsentiert: Damenräder, ein Hochrad, Kinderfahrräder, Rennräder, Halbrenner, Kunststoffräder, motorisierte Räder. Dazu kommen verschiedene Klingel- und Lampenmodelle und Werbeplakate bekannter Fahrradhersteller.
Besondere Fahrradmodelle im Bestand sind die zwischen 1900 und 1910 gebaute „Optima“ (bei ihr diente die verlängerte Hinterradachse als Aufstiegshilfe; die Schutzbleche bestanden aus glatt poliertem Holz), ein Cavallo-Reitrad aus dem Jahr 1975, das durch Reitbewegungen im Sattel angetrieben werden muss, ein Bonanza-Rad aus den frühen 1970er-Jahren und eines der ersten Elektro-Fahrräder.
Das Museum, das als ältestes Modell ein Hochrad aus dem Jahr 1876 (ein „Knochenschüttler“ mit Hartgummireifen) als Dauer-Leihgabe präsentieren kann, ist seit dem Jahr 2022 an fünf Tagen in der Woche geöffnet.
Leiter des Museums („Barrier Fahrrad-Butze“, Sudweyher Str. 57) ist der Kfz-Meister Hans Georg Göbel. Er hat alle Modelle gesammelt und restauriert.